# Prêt-à-porter

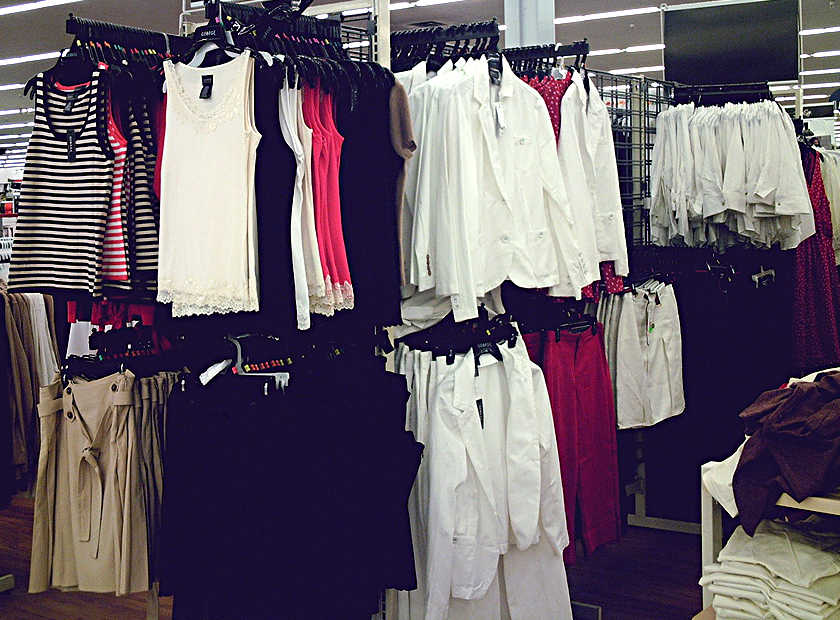
Abiti prêt-à-porter in vendita in un esercizio commerciale (2007)

L'espressione prêt-à-porter, mutuata dalla lingua francese e che tradotta letteralmente significa "pronto da portare", indica nel campo della moda il settore dell'abbigliamento costituito da abiti realizzati non su misura del cliente ma venduti finiti in taglie standard, pronti per essere indossati. Esso si contrappone quindi agli abiti di sartoria, categoria di cui fanno parte i capi d'alta moda.

## Storia

### Abbigliamento uomo e bambino
Le uniformi militari prêt-à-porter furono prodotte in serie negli Stati Uniti durante la guerra del 1812. Gli indumenti prêt-à-porter da uomo di alta qualità divennero generalmente disponibili subito dopo, poiché i tagli relativamente semplici e lusinghieri e i toni tenui della moda contemporanea rendevano possibili taglie proporzionate nella produzione di massa. La prima fabbrica di abbigliamento confezionato fu fondata a New York City nel 1831. Durante la guerra civile americana la necessità di uniformi confezionate aiutò la crescita del settore dell'abbigliamento negli Stati Uniti.
Nel 1868, Isidore, Benjamin e Modeste Dewachter offrirono abbigliamento prêt-à-porter per uomo e bambino alla clientela belga quando aprirono la prima catena di grandi magazzini, Dewachter frères (Fratelli Dewachter). Nel 1904, la catena era gestita dal figlio di Isidore, Louis, ed era cresciuta fino a raggiungere 20 città e paesi in Belgio e Francia, con alcune città che avevano più negozi. Louis Dewachter divenne anche un paesaggista di fama internazionale, dipingendo sotto lo pseudonimo di Louis Dewis.
Verso la fine del XIX secolo i capi confezionati non erano più visti solo per le classi inferiori ma anche per le classi medie a causa della visione dell'aspetto sociale e di come esso sia cambiato di valore. Questa tendenza è iniziata negli Stati Uniti. All'inizio erano più apprezzati dagli uomini che dalle donne. Alla fine degli anni '60 dell'Ottocento, il 25% degli indumenti prodotti negli Stati Uniti erano già confezionati, ma nel 1890 la percentuale era salita al 60%. Nel 1951, il novanta per cento degli indumenti venduti negli Stati Uniti erano già confezionati. Nello stesso periodo, due terzi dei capi venduti in Francia erano già confezionati.

### Abbigliamento femminile
All'inizio del XIX secolo, la moda femminile era altamente elaborata e dipendeva da una vestibilità precisa, quindi gli indumenti prêt-à-porter per le donne non divennero ampiamente disponibili fino all'inizio del XX secolo. Prima, le donne alteravano i loro abiti precedentemente stilizzati per rimanere aggiornati con le tendenze della moda. Le donne con redditi più elevati acquistavano abiti nuovi e completamente su misura negli stili del momento, mentre le donne della classe media e inferiore adattavano i loro vestiti per seguire ai cambiamenti della moda aggiungendo nuovi colletti, accorciando gonne o stringendo la vita delle camicie.
L’adozione diffusa di abbigliamento prêt-à-porter riflette una varietà di fattori tra cui le disparità economiche, il desiderio di un’industria della moda indipendente e un aumento dell’attenzione dei media. La richiesta di abbigliamento femminile a prezzi accessibili e alla moda ha spinto designer e grandi magazzini a produrre capi di abbigliamento in grandi quantità accessibili alle donne di tutte le classi e redditi. Con l’emergere del mercato statunitense del prêt-à-porter, stilisti come Chanel con i loro tubini o i cataloghi di vendita per corrispondenza inviati alle fattorie rurali da Sears hanno permesso alle donne di acquistare vestiti più velocemente e a un prezzo più conveniente. L'introduzione del concetto di "pret-a-porter" è stata attribuita a Sonia Delaunay dopo che i suoi stili geometrici furono esposti alla fondamentale Exposition Internationale des Arts Decoratifs del 1925 a Parigi.
Un altro fattore significativo creato dall'industria del prêt-à-porter è stato lo sviluppo statunitense di uno stile indipendente dall'Europa. Il mercato della moda statunitense si è allontanato dallo stile parigino a favore di un'industria dell'abbigliamento personalizzata promossa attraverso pubblicità e articoli su riviste come Women's Wear Daily, Harper's Bazaar e Ladies Home Journal.
Il prêt-à-porter ha anche suscitato nuovi interessi per la salute, la bellezza e la dieta poiché gli abiti fabbricati stabiliscono taglie specifiche e standardizzate nell'abbigliamento al fine di aumentare le quantità a scopo di profitto. Le donne che necessitavano di taglie maggiori rispetto alla media avevano difficoltà a trovare abbigliamento nei grandi magazzini, poiché la maggior parte dei produttori manteneva e vendeva taglie limitate in tutta la nazione.
Nel complesso la moda prêt-à-porter ha esposto le donne agli stili e alle tendenze della moda più recenti, portando a un sostanziale aumento dei profitti delle fabbriche statunitensi da $ 12.900.583 nel 1876 a $ 1.604.500.957 nel 1929.
L'interesse per il prêt-à-porter fu suscitato da Yves Saint Laurent, che fu il primo stilista a lanciare una collezione di prêt-à-porter, e nel 1966 aprì Rive Gauche, la sua prima boutique di prêt-à-porter. Se sia riuscito a democratizzare la moda è una questione aperta, dal momento che pochi potevano permettersi i suoi modelli, ma ha comunque aperto la strada alla moda prêt-à-porter e alla fertilizzazione incrociata (che si verifica quando la collaborazione porta risultati positivi per i soggetti coinvolti) tra haute-couture e moda high-street che persiste ancora nel 21º secolo.

## Caratteristiche e diffusione
Il prêt-à-porter rappresenta il passaggio dalla sartoria artigianale e dal vestito su misura all'industrializzazione del tessile con la standardizzazione delle taglie che permette la produzione in serie degli abiti. Oggi la maggior parte delle case di moda si dedica alla sola produzione di modelli prêt-à-porter, l'alta moda rimane solo come vetrina delle capacità tecniche e creative della casa.

## Conseguenze sulla produzione
La realizzazione del prêt-à-porter ha comportato anche un completo cambiamento nell'ingegnerizzazione del prodotto; i modelli vengono studiati in modo da permettere la suddivisione del lavoro tra i diversi addetti. L'ottimizzazione non riguarda solo il tempo necessario perché la pezza di tessuto diventi un capo finito, ma anche quello di ridurre, a parità di qualità, i minuti operativi degli operai richiesti per confezionare il capo. Da qui deriva la tendenza ad utilizzare grandi unità produttive, alcune con centinaia di dipendenti, dotate di impianti di taglio automatico e ampi magazzini.
In Italia si affermò anche il concetto opposto: piccole strutture basate sulla terziarizzazione delle singole fasi produttive, con l'intento di riuscire a soddisfare in breve tempo le esigenze del mercato e il vantaggio di ridurre al minimo i rischi di invenduto; tale struttura venne denominata "pronto moda".
Il passo successivo fu il decentramento produttivo in paesi dell'Europa orientale e del terzo mondo.